# رولکیپارا
رولکیپارا (به لاتین: Rulkippara) یک منطقهٔ مسکونی در بنگلادش است که در ناحیه بندربان واقع شده‌است.